# Гавань Истриан
Гавань Истриан — древнегреческое поселение, существовавшее примерно с VI века до н. э. по IV век н. э., располагавшееся на месте современного Приморского бульвара в Одессе.

## Этимология названия

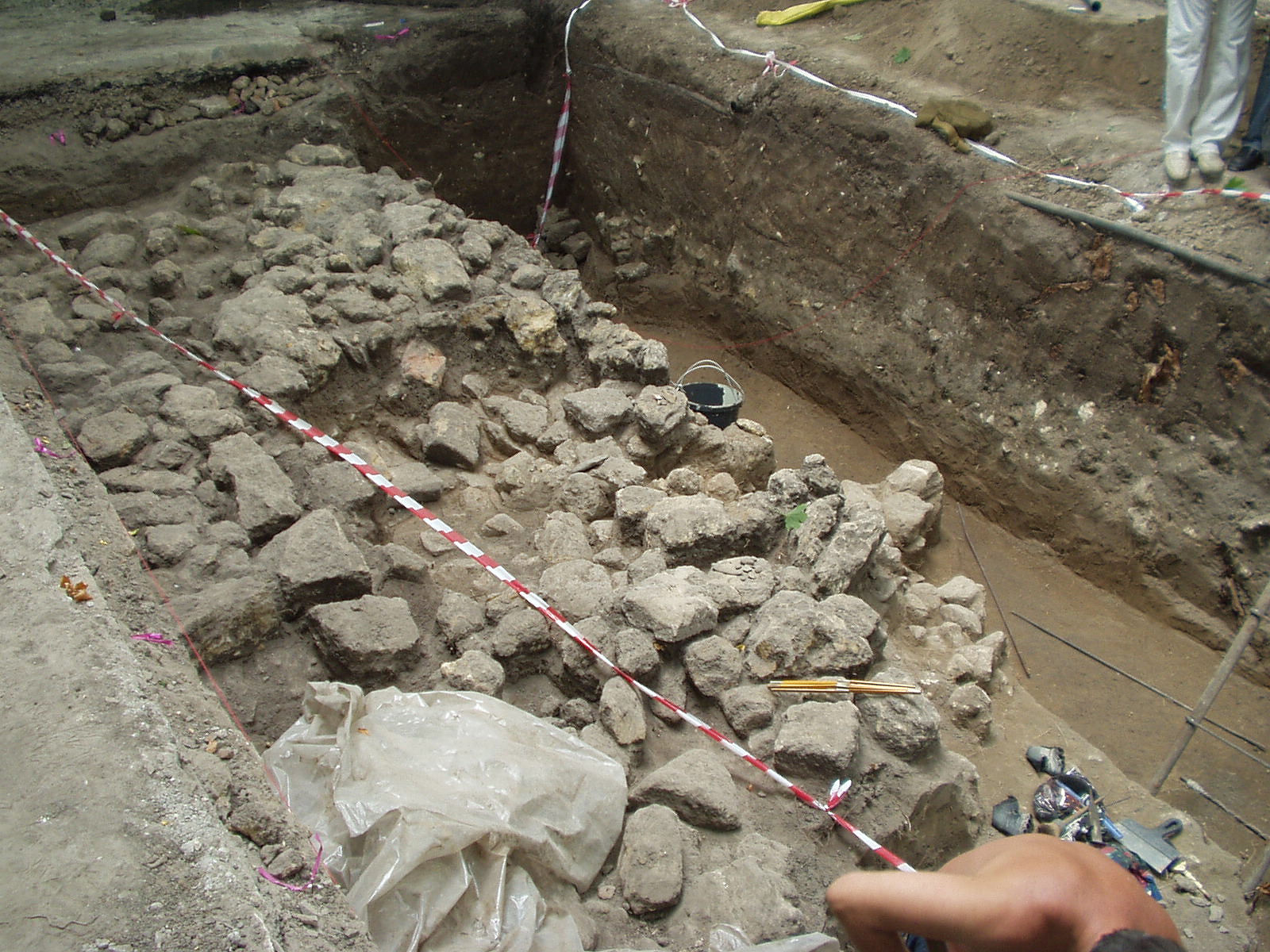
Раскопки Гавани Истриан на Приморском бульваре.

Название поселения долгое время вызывало споры среди исследователей. Оставалось неясным, относилось ли слово "истриане" к жителям города Истрия (современная Румыния), основавшим здесь свою гавань, или же к одноимённому фракийскому племени.
Поскольку город под Приморским бульваром был недостаточно изучен, первая версия не казалась столь очевидной. Истриане — фракийское племя, название которого происходило от реки Истр (древнее название Дуная). Так получилось, что и варвары, и греки, жившие в этом регионе, носили одно и то же имя.
Лишь после находок экспедиции профессора А. О. Добролюбского — истрийских монет и керамики истрийского производства — стало очевидно, что Гавань Истриан была греческим поселением, а не фракийской гаванью.

## История
К VI веку до н. э., спасаясь от междоусобиц и войн, греки начали активно колонизировать Северное Причерноморье. В этот период были основаны города Херсонес, Тира, Никоний, Ольвия и другие. В районе современной Одессы и её окрестностей появилось несколько поселений, среди которых Лузановка (на месте одноимённого пляжа), Старое Бугово (в районе нынешнего Черноморска), святилище на Жеваховой горе и Гавань Истриан.

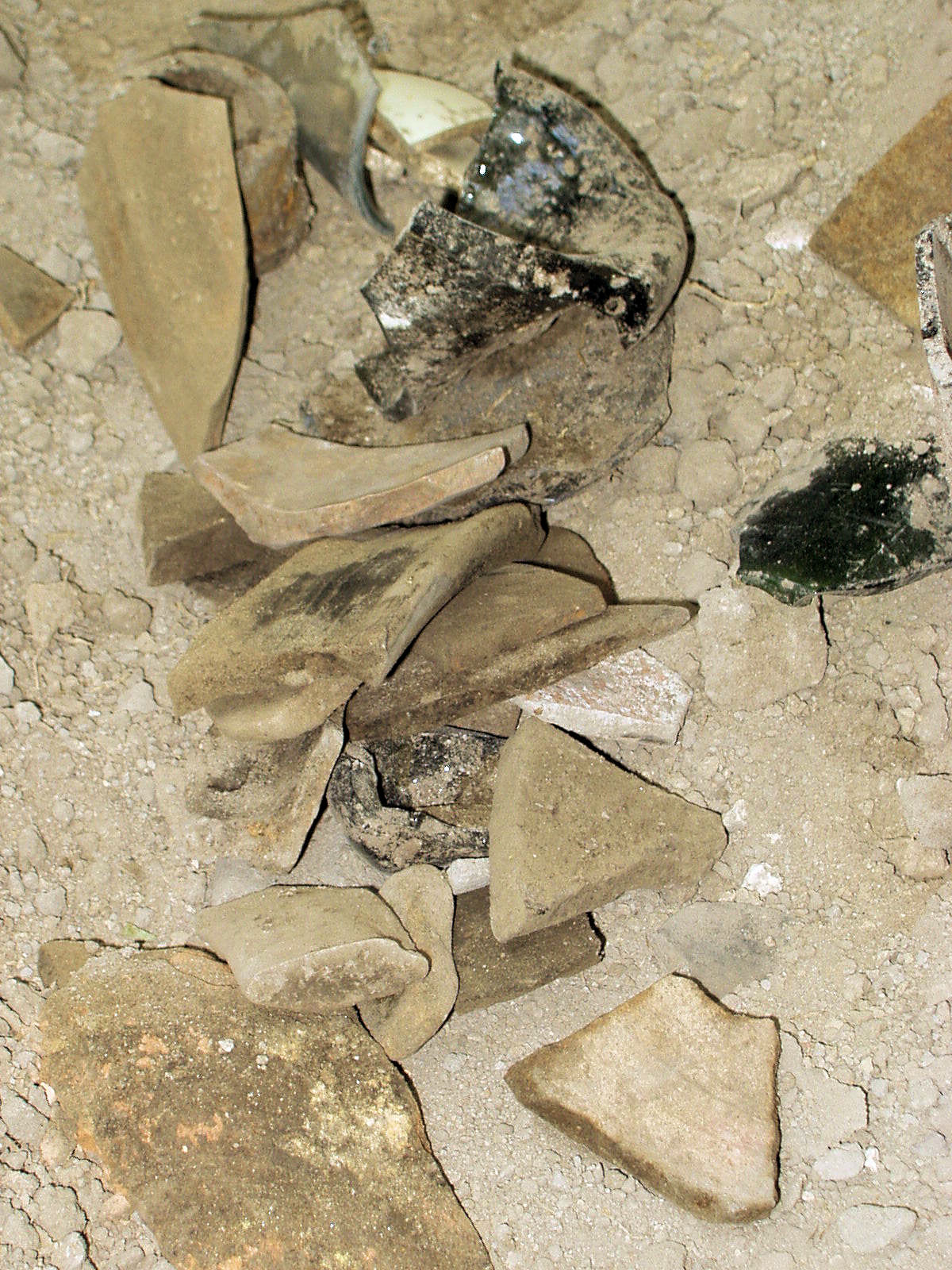
Остатки древнегреческих амфор из Гавани Истриан

На территории Гавани Истриан, в районе Воронцовского дворца, археологи обнаружили зерновые ямы и землянки. Вокруг одной из них были найдены сотни рыболовных грузил, специальные рыбные тарелки, сосуды, точильный камень и другие предметы, свидетельствующие о быте древних рыбаков. Однако уже через столетие небольшая рыбацкая деревня превратилась в крупное и развитое поселение с портом, каменными зданиями, черепичными крышами и печами в домах.

### Упадок
В IV веке до н. э. истрийские моряки освоили маршрут из Истрии в Херсонес без привязки к береговой линии, что негативно сказалось на экономике Ольвии. Ранее этот путь неизбежно пролегал через город, где корабли делали остановку. В результате Ольвия начала войну с Истрией, стремясь подорвать её престиж и перераспределить сферы влияния в регионе.
Граница между Истрийским и Ольвийским государствами проходила по Хаджибейскому лиману (на месте нынешней Пересыпи тогда протекала река), а Гавань Истриан служила пограничным форпостом Истрии. К III веку до н. э., в результате войны, Гавань Истриан прекратила свое существование как большой и процветающий город. Однако небольшое поселение продолжало существовать вплоть до Великого переселения народов и вторжения гуннов в 375 году н. э.

## Местоположение
Город занимал значительную территорию — от современной Греческой площади до Морвокзала. Его наиболее древняя и богатая часть располагалась в районе нынешнего Воронцовского дворца. Порт находился в районе современного Морвокзала, а начиная от Театрального переулка простирался обширный некрополь, достигающий территории нынешнего ТЦ «Афина». Здесь когда-то возвышались несколько курганов, которые были срыты во время строительных работ в 1803 году.